# 박영순 (탁구 선수)
박영순(朴英順, 1956년 8월 22일~1987년 7월 14일)은 조선민주주의인민공화국의 전 탁구 선수, 지도자이다. 세계 선수권 대회에서 여자 단식 2회 우승을 차지했으며 은퇴 후에는 4.25 체육단에서 감독으로 활동했다.

## 경력
1956년 8월 22일 평안북도 삭주군에서 태어났다. 
1972년에 처음으로 국가대표로 발탁되었으며 1973년 9월 중국 베이징에서 열린 3대륙 친선 대회를 통해 처음 국제 대회에 출전했다. 1974년 4월에 일본 요코하마에서 열린 1974년 아시아 선수권 대회에 참가했으며 단식에서 8강에 오르고 김창애와 함께 출전한 복식 경기에서도 8강에 올랐다. 같은 해 9월 이란 테헤란에서 열린 1974년 아시안 게임에 출전하여 김창애와 함께 복식 부문 동메달을 획득했다.
1975년 2월 인도 캘커타에서 열린 1975년 세계 선수권 대회에 출전했으며 단식 종목에서 중국의 장리를 꺾고 금메달을 획득했다. 이듬해인 1976년 4월에는 자국 평양에서 열린 1976년 아시아 선수권 대회에서 단식 동메달을 획득했고 김창애와 함께 복식에서 중국의 장더이, 장이 조를 누르고 금메달을 획득했다. 또한 단체전에서도 중국팀을 꺾고 금메달을 획득했다.  
1977년 3월 영국 버밍엄에서 열린 1977년 세계 선수권 대회에 참가했으며 단식 종목에서 다시 장리를 누르고 단식 금메달을 획득했다. 또한 복식에서도 중국의 양잉과 함께 출전하여 주샹윈과 웨이리제 조를 꺾고 금메달을 획득했고 단체전에서도 중국팀의 뒤를 이어 은메달 획득에 기여했다. 1978년 11월에는 말레이시아 쿠알라룸푸르에서 열린 1978년 아시아 선수권 대회에 참가했으며 단식 예선 첫 경기에서 인도의 인두 푸리에게 패하면서 탈락했다. 단체전에도 중국의 차오옌화에게 패하는 등 부진했으나 중국팀의 뒤를 이어 은메달을 획득했다. 같은 해 12월에 태국 방콕에서 열린 1978년 아시안 게임에는 조선민주주의인민공화국 여자 대표팀이 불참하면서 출전하지 못했다.
1979년 4월 평양에서 열린 1979년 세계 선수권 대회에 참가했으며 단체전에서 첫 상대인 체코슬로바키아의 마리에 흐라호바와 일로나 우흘리코바에게 패했으나 대표팀은 중국의 뒤를 이어 은메달을 획득했다. 같은 대회 단식에서는 4차전에서 중국의 퉁링에게 패하며 탈락했다. 이듬해인 1980년 5월에는 인도 캘커타에서 열린 1980년 아시아 선수권 대회에 참가했으며 단식 1차전에서 패하여 탈락했으며 단체전에서 은메달을 획득했다. 같은 해 11월에는 유고슬라비아 자그레브에서 열린 유고슬라비아 오픈에 참가하여 준결승까지 올랐고 12월에는 스웨덴 칼스크로나에서 열린 스칸디나비아 오픈과 파리에서 열린 프랑스 오픈에 참가했으며 중국과 대한민국에게 우승을 내줬다.
1981년 4월 유고슬라비아 노비사드에서 열린 1981년 세계 선수권 대회에 참가했으며 단체전 동메달을 획득했다. 이후 1982년에 은퇴하여 지도자 생활을 시작했고 1983년 세계 선수권 대회 당시 조선민주주의인민공화국 여자 대표팀 코치를 맡았다. 이후 현역 시절 소속팀인 4.25 체육단과 대표팀의 코치로 활동했고 1985년 로력영웅 칭호를 받았다. 
이후 1987년 7월 14일 31세를 일기로 요절했다. 사후 애국렬사릉에 안장되었다.

## 대중 문화
2022년 4월 3일 조선중앙TV에서 장편 소설  '사라지지 않은 혜성'을 바탕으로 제작한 TV 연속극 '마지막 한 알'을 방영했고 이 드라마는 1975년 인도 캘커타에서 열린 대한민국의 정현숙과의 세계 탁구 선수권 대회 단식 8강전 5세트 막바지 장면으로 시작되었다.